# CDH4
CDH4‏ (Cadherin 4) هوَ بروتين يُشَفر بواسطة جين CDH4 في الإنسان.